# 鼎金城
鼎 金城（かなえ きんじょう、文化8年（1811年） - 文久3年 5月30日（1863年7月15日））は、江戸時代後期の日本の画家である。
名は鉉、字を子玉、通称を平作、金城は号。 別号に澱水。浪華天満の人。

## 略伝
画家で著名な鼎春嶽の子として生まれるが、生後数ヶ月でこの父が没してしまい親戚によって養育される。寡黙で温和な性格であったとされる。経学や詩文は広瀬旭荘に就いて学んだ。画の研鑽に精励し岡田半江や金子雪操の画風を調和させ独自の画風を確立した。半江は金城の若い頃の作品を見て「鼎氏に子有り、春嶽瞑すべし。」と嘆じたという。浪華では田能村直入と並称されるほど画名が高かった。門下に森琴石などがいる。
享年53。墓所は福島妙徳寺にある。墓碑銘は橋本香坡が撰した。25回忌のとき弟子の行徳玉江によって『金城遺稿』が編まれている。